# Ozero, Troițke
Ozero (în ucraineană Озеро) este un sat în comuna Voievodske din raionul Troițke, regiunea Luhansk, Ucraina.

## Demografie
Componența lingvistică a localității Ozero
     Ucraineană (50%)
     Rusă (50%)
Conform recensământului din 2001, majoritatea populației localității Ozero era vorbitoare de ucraineană (50%), existând în minoritate și vorbitori de rusă (50%).